# Calotrophon ostrearum
Calotrophon ostrearum is een slakkensoort uit de familie van de Muricidae. De wetenschappelijke naam van de soort is voor het eerst geldig gepubliceerd in 1846 door Conrad.